# Janine Kitzen

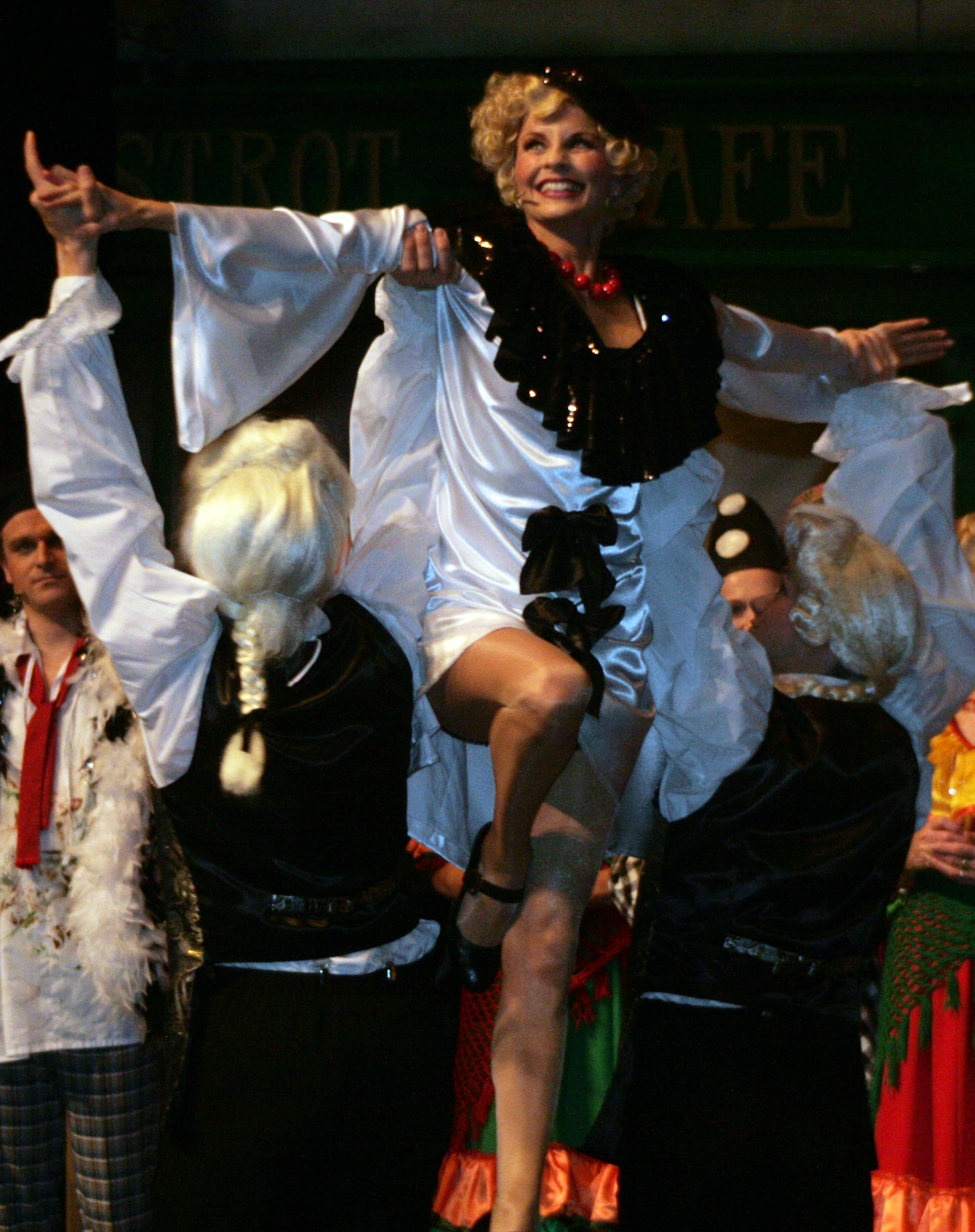
Janine Kitzen (2011)

Janine Kitzen (* 1. März 1978 in Kerkrade, Niederlande) ist eine niederländische Opernsängerin (Sopran). Sie ist insbesondere für ihren Koloraturgesang bekannt.

## Leben
Mit zehn Jahren sang Janine Kitzen ihr erstes öffentliches Solo unter Leitung von André Rieu.
Kitzen studierte Sologesang am Konservatorium Maastricht. Nach Abschluss des Studiums im Jahr 2001 führte sie ihre Ausbildung im Rahmen eines Ein-Jahres-Programms am Konservatorium Brabant in Tilburg fort.
Während ihres Gesangsstudiums spielte sie Hauptrollen in Opern, Operetten und Musicals, darunter Bastienne in Mozarts Oper Bastien und Bastienne. Im Jahr 1998 erreichte sie den ersten Platz im Fernsehwettbewerb Una Voce Particolare.
Ihre bedeutendste Hauptrolle war die der Christine in Andrew Lloyd Webbers Das Phantom der Oper im SI-Centrum in Stuttgart. Außerdem trat als Zerlina der Monschau Opera Air Classic 2010 in der  Oper Don Giovanni von Mozart auf.

## Aufnahmen
Nach der TV-Show Una Voce Particolare nahm sie eine CD als Teil des Quartetts Luxus auf, veröffentlichte ihre erste Single "Only Love" und erstellte eine Solo-CD  "My Musical Diary" mit Klangkombinationen aus den Bereichen Musical und Pop.